# Aesculus sylvatica
Aesculus sylvatica es una especie de arbusto perteneciente a la familia de las sapindáceas. Es originaria de Norteamérica.

Vista del árbol

## Descripción
La especie tiene cinco folíolos que miden de 10 a 15 cm de largo y 3 a 5 cm de ancho. Las flores son amarillas y en ocasiones tienen también rojas. Las especies tienen frutos en forma de cápsulas secas y marrones con escamas en la corteza. La especie se encuentra comúnmente en los bosques y a lo largo de las riberas de los ríos. El arbusto es venenoso.

## Taxonomía
Aesculus sylvatica fue descrita por William Bartram y publicado en Travels Through North and South Carolina 476, en el año 1791.
Etimología
Aesculus: nombre genérico latino dado por Linneo en 1753 y 1754, a partir del Latín antiguo aesculus, -i, el roble, lo que es sorprendente, aunque en los numerosos autores de la antigüedad que lo usaron, Plinio el Viejo precisa en su Historia naturalis (16, 11) que es uno de los árboles que producen bellotas ("Glandem, quae proprie intellegitur, ferunt robur, quercus, aesculus, ..."  -La bellota propiamente dicha viene del roble, del aesculus, ...) y, quizás de allí proviene la confusión, pues las castañas de india tienen un lejano y superficial parecido con la bellotas por su piel dura y su carne firme y amarillenta.
sylvatica: epíteto latín que significa "que crece en los bosques".
Sinonimia
- Aesculus georgiana Sarg.
- Aesculus georgiana var. lanceolata Sarg.
- Aesculus georgiana var. pubescens Sarg.
- Aesculus microcarpa Ashe
- Aesculus × neglecta var. georgiana (Sarg.) Sarg.
- Aesculus × neglecta var. lanceolata (Sarg.) Sarg.
- Aesculus × neglecta var. pubescens (Sarg.) Sarg.
- Aesculus × neglecta var. tomentosa Sarg.[5]